# Автомобилисты (мультфильм)
«Автомобилисты» (эст. Autosõitjad) — советский широкоэкранный мультфильм для взрослых, созданный в 1972 году режиссёром Эльбертом Тугановым на киностудии «Таллинфильм» в технике перекладной анимации.

## Сюжет
Мультфильм о вечном конфликте пешеходов и водителей с точки зрения последних.

## Создатели
- Режиссёр, сценарист: Эльберт Туганов
- Художники-постановщики: Калью Итра, Георгий Щукин
- Оператор: Авро Нуут
- Композитор: Юло Винтер
- Звукорежиссёр: Герман Вахтель
- Текст читает: Эрвин Абел